# 文房具語辞典
文房具語辞典（ぶんぼうぐごじてん）は、高畑正幸が執筆し、誠文堂新光社から発売された、文房具に関する辞典。

## 解説
誠文堂新光社が刊行する、特定の分野の専門用語を集めた「○○語辞典シリーズ」のひとつ。文房具に関する言葉を、イラストや豆知識を交えながら「アーム筆入」から「和文タイプライター」まで50音順に解説する。収録用語は800語以上で、メーカー、人物、歴史、文具のしくみなど多岐にわたる。説明に添えられるイラストは高畑正幸が監修し、イラストレーターの小林麻美が担当した。巻頭では文具メーカーの所在地や万年筆の仕組みといった文房具の基礎知識が解説されている。文房具好きや業界人に加え、文具への関心が薄い人もターゲットにしている。